# Parti travailliste de Jamaïque
Pour les articles homonymes, voir JLP.
Le Parti travailliste de Jamaïque (Jamaica Labour Party ou JLP) est un parti politique jamaïcain. Contrairement à ce que son nom pourrait faire croire, il est plus à droite que son principal rival, le People's National Party, et adhère à l'Union démocrate caribéenne.

## Historique
Le parti a été fondé le 8 juillet 1943 par Alexander Bustamante comme l'aile politique du Bustamante Industrial Trade Union. Bustamante dirige le JLP de sa fondation  à 1964, quand il se retire de la vie politique. Cependant, il ne renonce au titre de chef du parti (The Chief) qu'après sa défaite lors des élections de 1972. Dans l'intervalle, le parti est dirigé par Donald Sangster (jusqu'en 1967) et Hugh Shearer (jusqu'en 1974), ayant le titre de First Deputy Leader. Edward Seaga est devenu le deuxième chef du parti en 1974, succédant à Shearer, et fut Premier ministre de 1980 à 1989. Bruce Golding devient en 2005 le troisième leader du JLP, à la suite de pressions internes, il démissionne en 2011 et est remplacé par Andrew Holness qui continue à diriger le parti depuis.

## Idéologie
Le parti est basé sur le conservatisme fiscal et la responsabilité personnelle, proche du Parti républicain aux États-Unis.

## Proximité avec les gangs
Le parti a bâti des liens avec certains groupes criminels qui lui assurent un vote en faveur dans les quartiers de Kingston contrôlés par ces groupes. Ainsi, dans le quartier de Tivoli Gardens, contrôlé par le gang Shower posse de Leister Coke puis de son fils Christopher Coke, la population vote JLP à plus de 99 % depuis 1967.
En échange de son soutien au JLP, le Shower posse obtient des emplois à redistribuer dans la communauté, des armes, et une protection devant la justice jamaïcaine. Le groupe s’est également tourné vers le trafic de stupéfiants tout en développant, grâce aux visas qu’il obtient facilement, ses réseaux aux États-Unis et au Royaume-Uni. En outre, Christopher Coke est actionnaire de plusieurs entreprises de construction qui ont bénéficié d’importants contrats publics sous l’administration du JLP depuis 2007.

## Organisation

### Symboles
Le JLP utilise la Liberty Bell, signe de la victoire, et la couleur verte en tant que symboles électoraux.

### Liste des leaders du parti
1. Sir Alexander Bustamante, The Chief (1943-1974)
  1. Sir Donald Sangster, First Deputy Leader (1965-1967)
  2. Hugh Shearer, First Deputy Leader (1967-1974)
2. Edward Seaga (1974-2005)
3. Bruce Golding (2005-2011)
4. Andrew Holness (2011-)

## Résultats
| Année | Voix    | %    | Rang | Sièges  |
| ----- | ------- | ---- | ---- | ------- |
| 1944  | 144 661 | 41,4 | 1er  | 22 / 32 |
| 1949  | 199 538 | 42,7 | 2e   | 17 / 32 |
| 1955  | 189 929 | 39,0 | 2e   | 14 / 32 |
| 1959  | 247 149 | 44,3 | 2e   | 16 / 45 |
| 1962  | 288 130 | 50,0 | 1er  | 26 / 45 |
| 1967  | 224 180 | 50,7 | 1er  | 33 / 53 |
| 1972  | 205 587 | 43,4 | 2e   | 16 / 53 |
| 1976  | 318 180 | 43,2 | 2e   | 13 / 60 |
| 1980  | 502 115 | 58,9 | 1er  | 51 / 60 |
| 1983  | 23 363  | 89,7 | 1er  | 60 / 60 |
| 1989  | 362 589 | 43,3 | 2e   | 15 / 60 |
| 1993  | 263 711 | 39,4 | 2e   | 8 / 60  |
| 1997  | 297 387 | 38,9 | 2e   | 10 / 60 |
| 2002  | 360 718 | 47,4 | 2e   | 26 / 60 |
| 2007  | 410 438 | 50,3 | 1er  | 32 / 60 |
| 2011  | 405 234 | 46,6 | 2e   | 21 / 63 |
| 2016  | 437 178 | 50,1 | 1er  | 32 / 63 |
| 2020  | 406 764 | 57,0 | 1er  | 49 / 63 |